# متروتاون، برنابی
متروتاون، برنابی (به انگلیسی: Metrotown, Burnaby) یک منطقهٔ مسکونی در کانادا است که در بریتیش کلمبیا واقع شده‌است. متروتاون ۲۴٬۸۸۹ نفر جمعیت دارد.